# زمير وردي منغولي
زمير وردي منغولي (الاسم العلمي:   Bucanetes  mongolicus) (بالإنجليزية: Mongolian  Finch)‏ هو طائر ينتمي إلى (فصيلة: Fringillidae).